# Oestlundia ligulata
Oestlundia ligulata är en orkidéart som först beskrevs av La Llave och Juan José Martinez de Lexarza, och fick sitt nu gällande namn av Soto Arenas. Oestlundia ligulata ingår i släktet Oestlundia och familjen orkidéer. Inga underarter finns listade i Catalogue of Life.